# Bergkapel (Eupen)

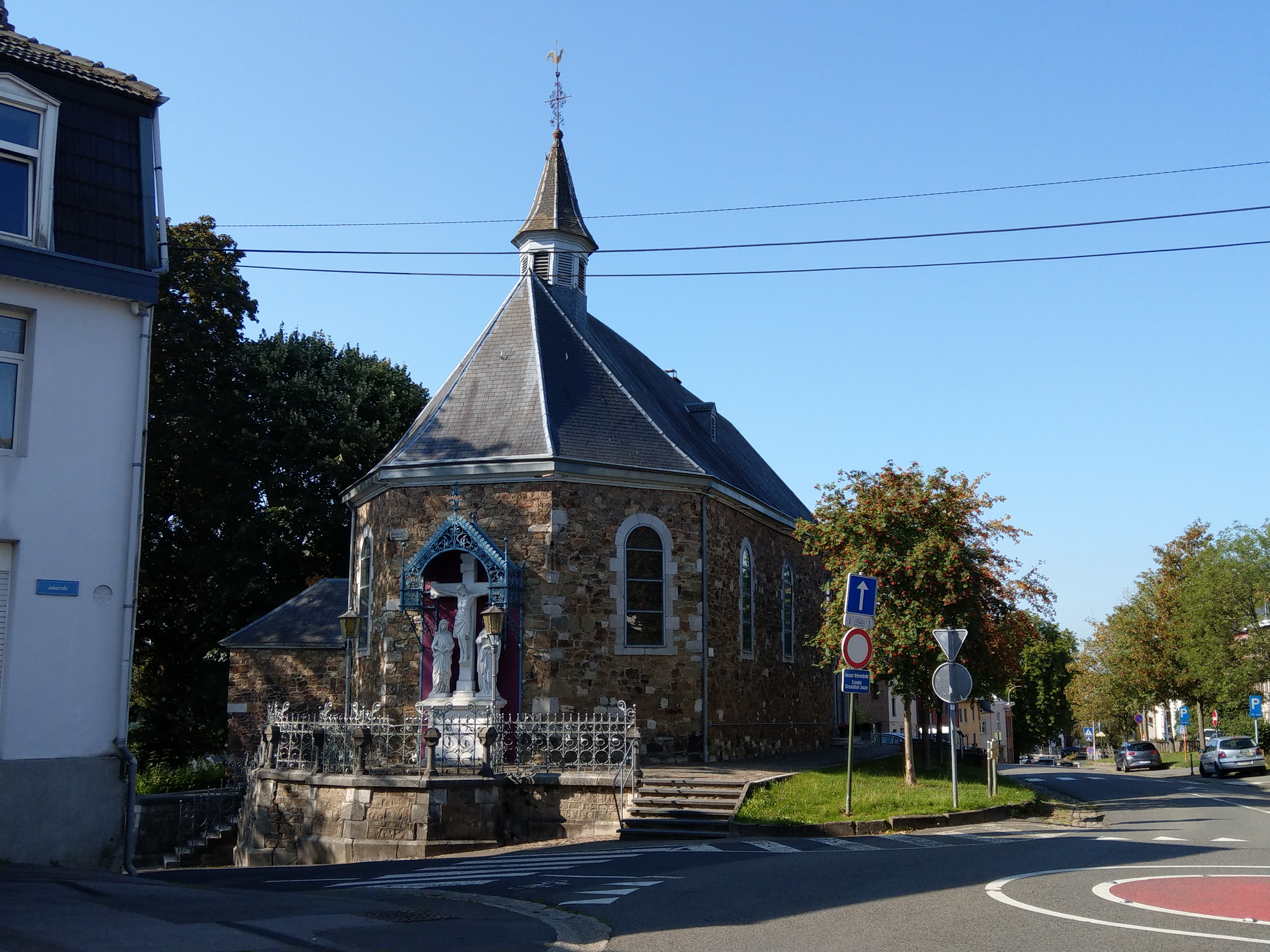
Bergkapel

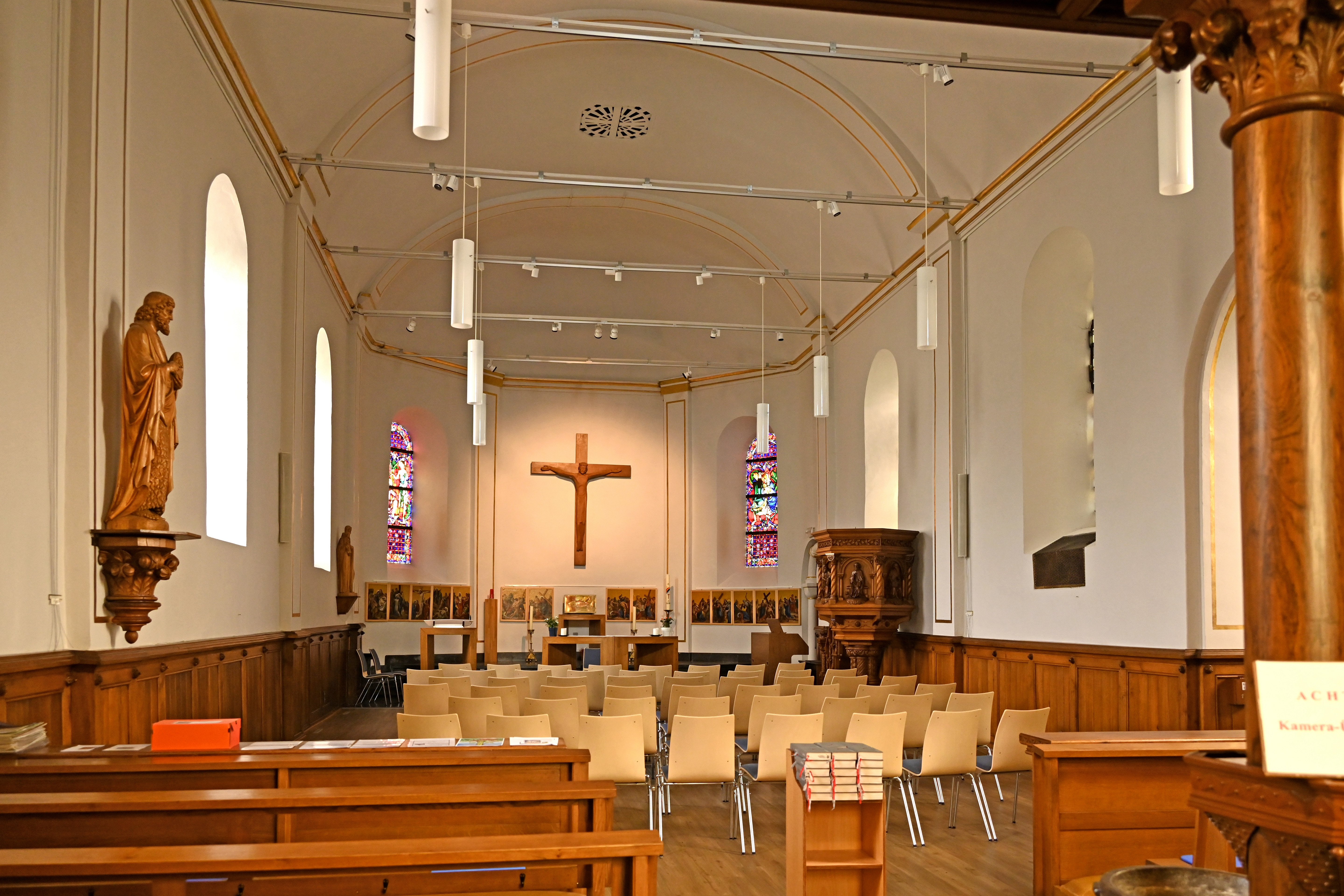
interieur

De Bergkapel (Bergkapelle) is een kapel (feitelijk een kerkje) in de benedenstad van de Belgische stad Eupen, gelegen aan de Bergkapellstraße.

## Geschiedenis
De benedenstad (Unterstadt) had vanouds een landelijk karakter. Omdat de Sint-Niklaaskerk in de bovenstad moeilijk bereikbaar was, werden in de benedenstad (Bergviertel en Haasviertel) kapellen gebouwd waar de Mis kon worden opgedragen. In de 15e eeuw bestond reeds een kleine kapel in het Bergviertel, en in 1692 werd begonnen met de bouw van een kapel in het Haasviertel, die echter niet werd voltooid. In 1712 werd op de plaats van de oude Bergkapel een nieuwe gebouwd. In 1729 werd deze nog met één travee vergroot. De kapel was gewijd aan Johannes de Doper.
In 1797 werd de godsdienstuitoefening in deze kapel door de Fransen verboden, maar in 1803 werd het een hulpkerk. De kapel werd uitgebreid en in 1812 kreeg ze een tongewelf. In 1850 werd een uit Roetgen afkomstig orgel aangebracht en tussen 1867 en 1882 vond een ingrijpende verbouwing plaats in neoromaanse trant. In 1885 werd een kruisigingsgroep aan de buitenzijde tegen het koor geplaatst.
In 1872 werd de kapel een filiaalkerk van de Sint-Jozefkerk, welke in 1864 voor het Haasviertel was gebouwd.
Tijdens de Eerste Wereldoorlog werd de kapel als gevangenis dienst, en op 26 december 1944 werd ze, door Duitse bombardementen op het door de Amerikanen bevrijde Eupen, zwaar beschadigd. Tegenwoordig heeft de kapel, naast een religieuze, ook een sociale functie.

## Gebouw
Het is een eenbeukig kerkgebouw met driezijdig afgesloten koor, gebouwd in zandsteenblokken. Op het dak bevindt zich een dakruiter. Het ingangsportaal is van 1879 en is gebouwd in neoromaanse stijl.
De kerkinrichting is sober en stamt voornamelijk uit 1875. Ze omvat een piëta en een beeld van Johannes de Doper. De negen glas-in-loodramen zijn van de 2e helft der 20e eeuw.